# Snowboard-Europacup 2019/20
Der Snowboard-Europacup 2019/20 war eine von der FIS organisierte Wettkampfserie, die zum Unterbau des Snowboard-Weltcups 2019/20 gehörte. Sie begann am 21. November 2019 in Landgraaf und endete am 8. März 2020 in Tauplitz.

## Männer

### Podestplätze Männer
| Datum             | Austragungsort      | Disz.                 | Sieger                                              | Zweiter                                             | Dritter                                             |
| ----------------- | ------------------- | --------------------- | --------------------------------------------------- | --------------------------------------------------- | --------------------------------------------------- |
| 21. November 2019 | Landgraaf           | Slopestyle            | Botond Istvan Fricz                                 | Loris Framarin                                      | Carter Jarvis                                       |
| 28. November 2019 | Pitztal             | Snowboardcross        | Alessandro Hämmerle                                 | Lorenzo Sommariva                                   | Martin Nörl                                         |
| 19. Dezember 2019 | Isola 2000          | Snowboardcross        | Quentin Sodogas                                     | Benjamin Gattaz                                     | Marco Dornhofer                                     |
| 20. Dezember 2019 | Isola 2000          | Snowboardcross        | Andreas Kroh                                        | Benjamin Gattaz                                     | Quentin Sodogas                                     |
| 21. Dezember 2019 | Hochfügen           | Parallel-Riesenslalom | Oskar Kwiatkowski                                   | Kim Sang-kyum                                       | Gabriel Messner                                     |
| 22. Dezember 2019 | Hochfügen           | Parallel-Riesenslalom | Stefan Baumeister                                   | Oskar Kwiatkowski                                   | Iaroslav Stepanko                                   |
| 11. Januar 2020   | Puy-Saint-Vincent   | Snowboardcross        | Merlin Surget                                       | Ken Vuagnoux                                        | Thomas Belingheri                                   |
| 12. Januar 2020   | Puy-Saint-Vincent   | Snowboardcross        | Merlin Surget                                       | Filippo Ferrari                                     | Filip Freudenberg                                   |
| 18. Januar 2020   | Vars                | Big Air               | Gabriel Adams                                       | Enzo Valax                                          | Sebastien Konijnenberg                              |
| 19. Januar 2020   | Vars                | Slopestyle            | Sebastien Konijnenberg                              | Leon Vockensperger                                  | Martin Läβer                                        |
| 26. Januar 2020   | Crans-Montana       | Halfpipe              | Christoph Lechner                                   | Jonas Hasler                                        | Lorenzo Gennero                                     |
| 8. Februar 2020   | Lenzerheide         | Parallelslalom        | Sebastian Kislinger                                 | Alexander Payer                                     | Arvid Auner                                         |
| 9. Februar 2020   | Lenzerheide         | Parallelslalom        | Alexander Payer                                     | Shinnosuke Kamino                                   | Elias Huber                                         |
| 15. Februar 2020  | Skigebiet Kotelnica | Big Air               | Motiejus Morauskas                                  | Kristian Salac                                      | Dante Brcic                                         |
| 15. Februar 2020  | Simonhöhe           | Parallel-Riesenslalom | Darren Gardner                                      | Vic Wild                                            | Andrei Sobolew                                      |
| 16. Februar 2020  | Simonhöhe           | Parallel-Riesenslalom | Dmitri Loginow                                      | Oskar Kwiatkowski                                   | Andrei Sobolew                                      |
| 21. Februar 2020  | Davos               | Big Air               | Emiliano Lauzi                                      | Nicolas Huber                                       | Wendelin Gauger                                     |
| 22. Februar 2020  | Grasgehren          | Snowboardcross        | Lucas Eguibar                                       | Merlin Surget                                       | Matteo Menconi                                      |
| 24. Februar 2020  | Kopaonik            | Big Air               | Matija Milenković                                   | Naj Mekinc                                          | Dante Brcić                                         |
| 25. Februar 2020  | Kopaonik            | Slopestyle            | Dante Brcić                                         | Naj Mekinc                                          | Pawieł Aniszczanka                                  |
| 29. Februar 2020  | Moskau              | Big Air               | Mikhail Matveev                                     | Moritz Boll                                         | Sebastien Konijnenberg                              |
| 29. Februar 2020  | Gudauri             | Parallelslalom        | Maksim Rogozin                                      | Vladimir Pnev                                       | Iaroslav Stepanko                                   |
| 1. März 2020      | Gudauri             | Parallel-Riesenslalom | Iaroslav Stepanko                                   | Michaiło Charuk                                     | Yannik Angenend                                     |
| 6. März 2020      | Flachauwinkl        | Big Air               | Nicolas Huber                                       | Wendelin Gauger                                     | Naj Mekinc                                          |
| 7. März 2020      | Tauplitz            | Parallelslalom        | Alexander Payer                                     | Fabian Obmann                                       | Arvid Auner                                         |
| 8. März 2020      | Tauplitz            | Parallelslalom        | Fabian Obmann                                       | Sebastian Kislinger                                 | Alexander Payer                                     |
| 11. März 2020     | Rogla               | Parallel-Riesenslalom | Wettkämpfe aufgrund der COVID-19-Pandemie abgesagt. | Wettkämpfe aufgrund der COVID-19-Pandemie abgesagt. | Wettkämpfe aufgrund der COVID-19-Pandemie abgesagt. |
| 12. März 2020     | Rogla               | Parallel-Riesenslalom | Wettkämpfe aufgrund der COVID-19-Pandemie abgesagt. | Wettkämpfe aufgrund der COVID-19-Pandemie abgesagt. | Wettkämpfe aufgrund der COVID-19-Pandemie abgesagt. |
| 13. März 2020     | Laax                | Slopestyle            | Wettkämpfe aufgrund der COVID-19-Pandemie abgesagt. | Wettkämpfe aufgrund der COVID-19-Pandemie abgesagt. | Wettkämpfe aufgrund der COVID-19-Pandemie abgesagt. |
| 15. März 2020     | Laax                | Halfpipe              | Wettkämpfe aufgrund der COVID-19-Pandemie abgesagt. | Wettkämpfe aufgrund der COVID-19-Pandemie abgesagt. | Wettkämpfe aufgrund der COVID-19-Pandemie abgesagt. |
| 14. März 2020     | Reiteralm           | Snowboardcross        | Wettkämpfe aufgrund der COVID-19-Pandemie abgesagt. | Wettkämpfe aufgrund der COVID-19-Pandemie abgesagt. | Wettkämpfe aufgrund der COVID-19-Pandemie abgesagt. |
| 15. März 2020     | Reiteralm           | Snowboardcross        | Wettkämpfe aufgrund der COVID-19-Pandemie abgesagt. | Wettkämpfe aufgrund der COVID-19-Pandemie abgesagt. | Wettkämpfe aufgrund der COVID-19-Pandemie abgesagt. |
| 14. März 2020     | Ratschings          | Parallelslalom        | Wettkämpfe aufgrund der COVID-19-Pandemie abgesagt. | Wettkämpfe aufgrund der COVID-19-Pandemie abgesagt. | Wettkämpfe aufgrund der COVID-19-Pandemie abgesagt. |
| 15. März 2020     | Ratschings          | Parallelslalom        | Wettkämpfe aufgrund der COVID-19-Pandemie abgesagt. | Wettkämpfe aufgrund der COVID-19-Pandemie abgesagt. | Wettkämpfe aufgrund der COVID-19-Pandemie abgesagt. |
| 20. März 2020     | Lenk                | Snowboardcross        | Wettkämpfe aufgrund der COVID-19-Pandemie abgesagt. | Wettkämpfe aufgrund der COVID-19-Pandemie abgesagt. | Wettkämpfe aufgrund der COVID-19-Pandemie abgesagt. |
| 21. März 2020     | Lenk                | Snowboardcross        | Wettkämpfe aufgrund der COVID-19-Pandemie abgesagt. | Wettkämpfe aufgrund der COVID-19-Pandemie abgesagt. | Wettkämpfe aufgrund der COVID-19-Pandemie abgesagt. |
| 21. März 2020     | Davos               | Parallel-Riesenslalom | Wettkämpfe aufgrund der COVID-19-Pandemie abgesagt. | Wettkämpfe aufgrund der COVID-19-Pandemie abgesagt. | Wettkämpfe aufgrund der COVID-19-Pandemie abgesagt. |
| 22. März 2020     | Davos               | Parallelslalom        | Wettkämpfe aufgrund der COVID-19-Pandemie abgesagt. | Wettkämpfe aufgrund der COVID-19-Pandemie abgesagt. | Wettkämpfe aufgrund der COVID-19-Pandemie abgesagt. |
| 25. März 2020     | Livigno             | Slopestyle            | Wettkämpfe aufgrund der COVID-19-Pandemie abgesagt. | Wettkämpfe aufgrund der COVID-19-Pandemie abgesagt. | Wettkämpfe aufgrund der COVID-19-Pandemie abgesagt. |
| 27. März 2020     | Kühtai              | Big Air               | Wettkämpfe aufgrund der COVID-19-Pandemie abgesagt. | Wettkämpfe aufgrund der COVID-19-Pandemie abgesagt. | Wettkämpfe aufgrund der COVID-19-Pandemie abgesagt. |
| 28. März 2020     | Kühtai              | Halfpipe              | Wettkämpfe aufgrund der COVID-19-Pandemie abgesagt. | Wettkämpfe aufgrund der COVID-19-Pandemie abgesagt. | Wettkämpfe aufgrund der COVID-19-Pandemie abgesagt. |
| 15. April 2020    | Corvatsch           | Slopestyle            | Wettkämpfe aufgrund der COVID-19-Pandemie abgesagt. | Wettkämpfe aufgrund der COVID-19-Pandemie abgesagt. | Wettkämpfe aufgrund der COVID-19-Pandemie abgesagt. |
| 18. April 2020    | Corvatsch           | Big Air               | Wettkämpfe aufgrund der COVID-19-Pandemie abgesagt. | Wettkämpfe aufgrund der COVID-19-Pandemie abgesagt. | Wettkämpfe aufgrund der COVID-19-Pandemie abgesagt. |

### Gesamtwertungen Männer
| Rang | Name                | Punkte |
| ---- | ------------------- | ------ |
| 1    | Alexander Payer     | 1939   |
| 2    | Fabian Obmann       | 1935   |
| 3    | Iaroslav Stepanko   | 1725   |
| 4    | Oskar Kwiatkowski   | 1690   |
| 5    | Arvid Auner         | 1635   |
| 6    | Sebastian Kislinger | 1550   |
| 7    | Sebastian Schüler   | 1470   |
| 8    | Yannik Angenend     | 1467,5 |
| 9    | Mykhailo Kharuk     | 1285   |
| 10   | Elias Huber         | 1095   |

| Rang | Name              | Punkte |
| ---- | ----------------- | ------ |
| 1    | Oskar Kwiatkowski | 1445   |
| 2    | Yannik Angenend   | 1020   |
| 3    | Iaroslav Stepanko | 1000   |
| 4    | Sebastian Schüler | 905    |
| 5    | Mykhailo Kharuk   | 785    |
| 6    | Darren Gardner    | 620    |
| 7    | Vic Wild          | 600    |
| 7    | Andrei Sobolew    | 600    |
| 9    | Gian Casanova     | 595    |
| 10   | Fabian Obmann     | 585    |

| Rang | Name                | Punkte |
| ---- | ------------------- | ------ |
| 1    | Alexander Payer     | 1700   |
| 2    | Fabian Obmann       | 1350   |
| 3    | Sebastian Kislinger | 1270   |
| 4    | Arvid Auner         | 1100   |
| 5    | Elias Huber         | 770    |
| 6    | Iaroslav Stepanko   | 725    |
| 7    | Vladimir Pnev       | 670    |
| 8    | Aron Juritz         | 580    |
| 9    | Sebastian Schüler   | 565    |
| 10   | Shinnosuke Kamino   | 560    |

| Rang | Name                | Punkte |
| ---- | ------------------- | ------ |
| 1    | Merlin Surget       | 1400   |
| 2    | Benjamin Gattaz     | 1034,1 |
| 3    | Quentin Sodogas     | 890    |
| 4    | Filippo Ferrari     | 885    |
| 5    | Andreas Kroh        | 763,5  |
| 6    | Alessandro Hämmerle | 725    |
| 7    | Gabriel Zweifel     | 634,7  |
| 8    | Ken Vuagnoux        | 625    |
| 9    | Léo Le Blé Jaques   | 605    |
| 10   | Marco Dornhofer     | 600,4  |

| Rang | Name              | Punkte |
| ---- | ----------------- | ------ |
| 1    | Christoph Lechner | 500    |
| 2    | Jonas Hasler      | 400    |
| 3    | Lorenzo Gennero   | 300    |
| 4    | Gian Andrin Biele | 250    |
| 5    | Eliot Golay       | 225    |
| 6    | Maksim Suikov     | 200    |
| 7    | Florian Lechner   | 180    |
| 7    | Max Kralj Kos     | 160    |
| 9    | Nicolas Schütz    | 145    |
| 10   | Philip Schwan     | 130    |

| Rang | Name                   | Punkte |
| ---- | ---------------------- | ------ |
| 1    | Dante Brcić            | 583,65 |
| 2    | Sebastien Konijnenberg | 509,1  |
| 3    | Botond Istvan Fricz    | 500    |
| 4    | Leon Vockensperger     | 435    |
| 5    | Loris Framarin         | 400    |
| 5    | Naj Mekinc             | 400    |
| 7    | Matija Milenkovic      | 307    |
| 8    | Pawiel Aniszczanka     | 305,95 |
| 9    | Carter Jarvis          | 300    |
| 9    | Martin Läβer           | 300    |

| Rang | Name                   | Punkte |
| ---- | ---------------------- | ------ |
| 1    | Naj Mekinc             | 1560   |
| 2    | Wendelin Gauger        | 1510   |
| 3    | Nicolas Huber          | 1410   |
| 4    | Enzo Valax             | 1200   |
| 5    | Moritz Amsüβ           | 1080   |
| 6    | Mikhail Matveev        | 1070   |
| 7    | Emiliano Lauzi         | 1000   |
| 8    | Matija Milenkovic      | 982,3  |
| 9    | Sebastien Konijnenberg | 970    |
| 10   | Moritz Boll            | 816,7  |

## Frauen

### Podestplätze Frauen
| Datum             | Austragungsort      | Disz.                 | Sieger                                              | Zweiter                                             | Dritter                                             |
| ----------------- | ------------------- | --------------------- | --------------------------------------------------- | --------------------------------------------------- | --------------------------------------------------- |
| 21. November 2019 | Landgraaf           | Slopestyle            | Melissa Peperkamp                                   | Evy Poppe                                           | Lucile Lefevre                                      |
| 28. November 2019 | Pitztal             | Snowboardcross        | Sofia Belingheri                                    | Sophie Hediger                                      | Charlotte Bankes                                    |
| 19. Dezember 2019 | Isola 2000          | Snowboardcross        | Hanna Ihedioha                                      | Meghan Tierney                                      | Chloe Passerat                                      |
| 20. Dezember 2019 | Isola 2000          | Snowboardcross        | Meghan Tierney                                      | Pia Zerkhold                                        | Hanna Ihedioha                                      |
| 21. Dezember 2019 | Hochfügen           | Parallel-Riesenslalom | Ramona Theresia Hofmeister                          | Selina Jörg                                         | Aleksandra Król                                     |
| 22. Dezember 2019 | Hochfügen           | Parallel-Riesenslalom | Aleksandra Król                                     | Carolin Langenhorst                                 | Sofija Nadyrschina                                  |
| 11. Januar 2020   | Puy-Saint-Vincent   | Snowboardcross        | Nelly Moenne-Loccoz                                 | Maisie Potter                                       | Margaux Herpin                                      |
| 12. Januar 2020   | Puy-Saint-Vincent   | Snowboardcross        | Chloé Trespeuch                                     | Nelly Moenne-Loccoz                                 | Josie Baff                                          |
| 18. Januar 2020   | Vars                | Big Air               | Lia-Mara Bösch                                      | Elizaveta Bogdanova                                 | Lea Jugovac                                         |
| 19. Januar 2020   | Vars                | Slopestyle            | Lia-Mara Bösch                                      | Jelena Kostenko                                     | Noemie Equy                                         |
| 26. Januar 2020   | Crans-Montana       | Halfpipe              | Isabelle Lötscher                                   | Berenice Wicki                                      | Elena Schütz                                        |
| 8. Februar 2020   | Lenzerheide         | Parallelslalom        | Sabine Schöffmann                                   | Daniela Ulbing                                      | Tsubaki Miki                                        |
| 9. Februar 2020   | Lenzerheide         | Parallelslalom        | Daniela Ulbing                                      | Tsubaki Miki                                        | Sabine Schöffmann                                   |
| 15. Februar 2020  | Skigebiet Kotelnica | Big Air               | Katarzyna Rusin                                     | Lea Jugovac                                         | Jelena Kostenko                                     |
| 15. Februar 2020  | Simonhöhe           | Parallel-Riesenslalom | Natalja Sobolewa                                    | Claudia Riegler                                     | Milena Bykowa                                       |
| 16. Februar 2020  | Simonhöhe           | Parallel-Riesenslalom | Sabine Schöffmann                                   | Sofija Nadyrschina                                  | Jessica Keiser                                      |
| 21. Februar 2020  | Davos               | Big Air               | Evy Poppe                                           | Lucie Silvestre                                     | Thalie Larochaix                                    |
| 22. Februar 2020  | Grasgehren          | Snowboardcross        | Eva Samková                                         | Chloé Trespeuch                                     | Meghan Tierney                                      |
| 24. Februar 2020  | Kopaonik            | Slopestyle            | Noemie Equy                                         | Jelena Kostenko                                     | Lea Jugovac                                         |
| 29. Februar 2020  | Moskau              | Big Air               | Lia-Mara Bösch                                      | Ella Suitiala                                       | Jekatierina Kosowa                                  |
| 29. Februar 2020  | Gudauri             | Parallelslalom        | Larissa Gasser                                      | Kiki Bedier de Prairie                              | Anastasia Malakhova                                 |
| 1. März 2020      | Gudauri             | Parallel-Riesenslalom | Anastasia Malakhova                                 | Kiki Bedier de Prairie                              | Sofia Batowa                                        |
| 6. März 2020      | Flachauwinkl        | Big Air               | Lia-Mara Bösch                                      | Lucie Silvestre                                     | Thalie Larochaix                                    |
| 7. März 2020      | Tauplitz            | Parallelslalom        | Sabine Schöffmann                                   | Aleksandra Król                                     | Mariia Volgina                                      |
| 8. März 2020      | Tauplitz            | Parallelslalom        | Aleksandra Król                                     | Sabine Schöffmann                                   | Elisa Caffont                                       |
| 11. März 2020     | Rogla               | Parallel-Riesenslalom | Wettkämpfe aufgrund der COVID-19-Pandemie abgesagt. | Wettkämpfe aufgrund der COVID-19-Pandemie abgesagt. | Wettkämpfe aufgrund der COVID-19-Pandemie abgesagt. |
| 12. März 2020     | Rogla               | Parallel-Riesenslalom | Wettkämpfe aufgrund der COVID-19-Pandemie abgesagt. | Wettkämpfe aufgrund der COVID-19-Pandemie abgesagt. | Wettkämpfe aufgrund der COVID-19-Pandemie abgesagt. |
| 13. März 2020     | Laax                | Slopestyle            | Wettkämpfe aufgrund der COVID-19-Pandemie abgesagt. | Wettkämpfe aufgrund der COVID-19-Pandemie abgesagt. | Wettkämpfe aufgrund der COVID-19-Pandemie abgesagt. |
| 15. März 2020     | Laax                | Halfpipe              | Wettkämpfe aufgrund der COVID-19-Pandemie abgesagt. | Wettkämpfe aufgrund der COVID-19-Pandemie abgesagt. | Wettkämpfe aufgrund der COVID-19-Pandemie abgesagt. |
| 14. März 2020     | Reiteralm           | Snowboardcross        | Wettkämpfe aufgrund der COVID-19-Pandemie abgesagt. | Wettkämpfe aufgrund der COVID-19-Pandemie abgesagt. | Wettkämpfe aufgrund der COVID-19-Pandemie abgesagt. |
| 15. März 2020     | Reiteralm           | Snowboardcross        | Wettkämpfe aufgrund der COVID-19-Pandemie abgesagt. | Wettkämpfe aufgrund der COVID-19-Pandemie abgesagt. | Wettkämpfe aufgrund der COVID-19-Pandemie abgesagt. |
| 14. März 2020     | Ratschings          | Parallelslalom        | Wettkämpfe aufgrund der COVID-19-Pandemie abgesagt. | Wettkämpfe aufgrund der COVID-19-Pandemie abgesagt. | Wettkämpfe aufgrund der COVID-19-Pandemie abgesagt. |
| 15. März 2020     | Ratschings          | Parallelslalom        | Wettkämpfe aufgrund der COVID-19-Pandemie abgesagt. | Wettkämpfe aufgrund der COVID-19-Pandemie abgesagt. | Wettkämpfe aufgrund der COVID-19-Pandemie abgesagt. |
| 20. März 2020     | Lenk                | Snowboardcross        | Wettkämpfe aufgrund der COVID-19-Pandemie abgesagt. | Wettkämpfe aufgrund der COVID-19-Pandemie abgesagt. | Wettkämpfe aufgrund der COVID-19-Pandemie abgesagt. |
| 21. März 2020     | Lenk                | Snowboardcross        | Wettkämpfe aufgrund der COVID-19-Pandemie abgesagt. | Wettkämpfe aufgrund der COVID-19-Pandemie abgesagt. | Wettkämpfe aufgrund der COVID-19-Pandemie abgesagt. |
| 21. März 2020     | Davos               | Parallel-Riesenslalom | Wettkämpfe aufgrund der COVID-19-Pandemie abgesagt. | Wettkämpfe aufgrund der COVID-19-Pandemie abgesagt. | Wettkämpfe aufgrund der COVID-19-Pandemie abgesagt. |
| 22. März 2020     | Davos               | Parallelslalom        | Wettkämpfe aufgrund der COVID-19-Pandemie abgesagt. | Wettkämpfe aufgrund der COVID-19-Pandemie abgesagt. | Wettkämpfe aufgrund der COVID-19-Pandemie abgesagt. |
| 25. März 2020     | Livigno             | Slopestyle            | Wettkämpfe aufgrund der COVID-19-Pandemie abgesagt. | Wettkämpfe aufgrund der COVID-19-Pandemie abgesagt. | Wettkämpfe aufgrund der COVID-19-Pandemie abgesagt. |
| 27. März 2020     | Kühtai              | Big Air               | Wettkämpfe aufgrund der COVID-19-Pandemie abgesagt. | Wettkämpfe aufgrund der COVID-19-Pandemie abgesagt. | Wettkämpfe aufgrund der COVID-19-Pandemie abgesagt. |
| 28. März 2020     | Kühtai              | Halfpipe              | Wettkämpfe aufgrund der COVID-19-Pandemie abgesagt. | Wettkämpfe aufgrund der COVID-19-Pandemie abgesagt. | Wettkämpfe aufgrund der COVID-19-Pandemie abgesagt. |
| 15. April 2020    | Corvatsch           | Slopestyle            | Wettkämpfe aufgrund der COVID-19-Pandemie abgesagt. | Wettkämpfe aufgrund der COVID-19-Pandemie abgesagt. | Wettkämpfe aufgrund der COVID-19-Pandemie abgesagt. |
| 18. April 2020    | Corvatsch           | Big Air               | Wettkämpfe aufgrund der COVID-19-Pandemie abgesagt. | Wettkämpfe aufgrund der COVID-19-Pandemie abgesagt. | Wettkämpfe aufgrund der COVID-19-Pandemie abgesagt. |

### Gesamtwertungen Frauen
| Rang | Name                   | Punkte  |
| ---- | ---------------------- | ------- |
| 1    | Sabine Schöffmann      | 2345    |
| 2    | Aleksandra Król        | 1980    |
| 3    | Larissa Gasser         | 1636    |
| 4    | Jessica Keiser         | 1630    |
| 5    | Kiki Bedier de Prairie | 1343,95 |
| 6    | Sofija Nadyrschina     | 1150    |
| 7    | Xenia Spörri           | 1089,55 |
| 8    | Weronika Biela         | 1055    |
| 9    | Anastasia Malakhova    | 1033    |
| 10   | Mariia Volgina         | 950     |

| Rang | Name                   | Punkte |
| ---- | ---------------------- | ------ |
| 1    | Sofija Nadyrschina     | 1150   |
| 2    | Aleksandra Król        | 1080   |
| 3    | Larissa Gasser         | 820    |
| 4    | Jessica Keiser         | 775    |
| 5    | Sabine Schöffmann      | 645    |
| 5    | Natalja Sobolewa       | 645    |
| 7    | Weronika Biela         | 585    |
| 8    | Anastasia Malakhova    | 578    |
| 9    | Maria Chyc             | 570    |
| 10   | Kiki Bedier de Prairie | 569,1  |

| Rang | Name                   | Punkte |
| ---- | ---------------------- | ------ |
| 1    | Sabine Schöffmann      | 1700   |
| 2    | Aleksandra Król        | 900    |
| 2    | Daniela Ulbing         | 900    |
| 4    | Jessica Keiser         | 855    |
| 5    | Larissa Gasser         | 816    |
| 6    | Kiki Bedier de Prairie | 774,85 |
| 7    | Tsubaki Miki           | 700    |
| 8    | Mariia Volgina         | 630    |
| 9    | Elisa Caffont          | 610    |
| 10   | Xenia Spörri           | 554,55 |

| Rang | Name                | Punkte |
| ---- | ------------------- | ------ |
| 1    | Meghan Tierney      | 1690   |
| 2    | Chloé Trespeuch     | 1150   |
| 3    | Hanna Ihedioha      | 1124,7 |
| 4    | Pia Zerkhold        | 1090   |
| 5    | Maisie Potter       | 1025   |
| 6    | Nelly Moenne-Loccoz | 900    |
| 7    | Caterina Caprano    | 820    |
| 8    | Margaux Herpin      | 795    |
| 9    | Chloé Passerat      | 785    |
| 10   | Aline Albrecht      | 775    |

| Rang | Name                 | Punkte |
| ---- | -------------------- | ------ |
| 1    | Isabelle Lötscher    | 500    |
| 2    | Berenice Wicki       | 400    |
| 3    | Elena Schütz         | 300    |
| 4    | Siria Poltera        | 250    |
| 5    | Kaja Verdnik         | 225    |
| 6    | Leonie Hasler        | 200    |
| 7    | Klementyna Kołodziej | 180    |
| 8    | Jacquelina de Jong   | 160    |

| Rang | Name                | Punkte |
| ---- | ------------------- | ------ |
| 1    | Noemie Equy         | 870    |
| 2    | Jelena Kostenko     | 800    |
| 3    | Lea Jugovac         | 650    |
| 4    | Lia-Mara Bösch      | 500    |
| 4    | Melissa Peperkamp   | 500    |
| 6    | Evy Poppe           | 400    |
| 7    | Lucile Lefevre      | 300    |
| 8    | Silvia Mittermüller | 250    |
| 8    | Tinkara Tanja Valcl | 250    |
| 10   | Katarina Tmusić     | 225    |

| Rang | Name                | Punkte |
| ---- | ------------------- | ------ |
| 1    | Lia-Mara Bösch      | 2320   |
| 2    | Lea Jugovac         | 1310   |
| 3    | Lucie Silvestre     | 1200   |
| 4    | Elizaveta Bogdanova | 1075   |
| 5    | Thalie Larochaix    | 1010   |
| 6    | Evy Poppe           | 1000   |
| 7    | Jelena Kostenko     | 950    |
| 8    | Ariane Burri        | 940    |
| 9    | Ella Suitiala       | 800    |
| 10   | Bianca Gisler       | 760    |